# Sungai Perak
Sungai Perak is een bestuurslaag in het regentschap Indragiri Hilir van de provincie Riau, Indonesië. Sungai Perak telt 3357 inwoners (volkstelling 2010).